# Ti amo ma
Ti amo ma è il terzo singolo della cantante italiana Tecla, in collaborazione con il cantautore italiano Alfa, pubblicato il 22 luglio 2021.

## Descrizione
Il brano vede la partecipazione del cantautore italiano Alfa, che ne è anche il produttore.

## Video musicale
Il video musicale è stato pubblicato il 10 agosto 2021 sul canale YouTube ufficiale della cantante.

## Tracce
Testi di Tecla Insolia e Andrea De Filippi, musiche di Andrea De Filippi e Mario Meli.
1. Ti amo ma – 2:47

## Classifiche
| Classifica (2021)             | Posizione massima |
| ----------------------------- | ----------------- |
| Italia (airplay indipendenti) | 4                 |